# Annette Duetz
Annette Duetz (Zeddam, 29 juni 1993) is een Nederlands zeilster. Duetz kwalificeerde zich samen met stuurvrouw Annemiek Bekkering voor de Olympische Zomerspelen 2016 voor het zeilevenement in de 49er-klasse. Op de Olympische Zomerspelen 2024 in Parijs won ze met Odile van Aanholt, na een chaotisch verlopen finale, de gouden medaille.
Duetz komt uit een zeilfamilie, en zeilt sinds haar veertiende wedstrijden, toen nog samen met haar zus Carolien Duetz.
Vanaf 2014 vormde ze een team samen met Annemiek Bekkering en behaalde zelfs een 4e plek op het WK in Santander, en verschillende andere hoge klasseringen in internationale wedstrijden. 
In de 49er-klasse mocht op de Olympische Spelen in Rio de Janeiro maar één Nederlandse boot uitkomen en er waren meer kapers op de kust. Duetz en Bekkering hadden concurrentie van Nina Keizer en Bekkerings voormalige zeilpartner Claire Blom. Het Watersportverbond gaf in eerste instantie de voorkeur aan het duo Duetz en Bekkering en het team Blom/Keizer werd uit financiële overwegingen buiten de selectie geplaatst. Mede door een tactische blunder verloren Duetz en Bekkering verrassende de interne selectieprocedure waardoor Blom en Keijzer in hun plaats weer terugkeerden in kernselectie. Zij slaagden er echter niet in om de te voldoen aan de kwalificatienormen van NOC*NSF voor Rio. Bekkering en Duetz werden geadopteerd door de Talentploeg, hadden op eigen kracht een financiële sponsor gevonden en bleven goede resultaten boeken.
Begin 2015 verloor het duo echter de Nationale selectie voor de Olympische Spelen in Rio de Janeiro, waardoor ze ook hun plek in de kernploeg verloren. Ze werden opgenomen in de Talentploeg en werden 4e op de Europese kampioenschappen in Porto en wonnen in 2016 een wereldbekerwedstrijd in Palma de Mallorca. Dat was genoeg om zich te plaatsen voor de Spelen in Rio. Daar werd het duo zevende. 
Duetz en Bekkering behaalden hun beste resultaat tijdens de Wereldkampioenschappen in 2018 in het Deense Aarhus, waar ze kampioen werden.
Sinds april 2022 vormt ze een duo met Odile van Aanholt na het stoppen van Bekkering. Ze wonnen meteen zowel de Worldcup in Palma als de Allianz regatta in Almere. Ze wonnen op de Olympische Spelen van Parijs de honderdste gouden medaille in de Nederlandse geschiedenis op de zomerspelen.

## Persoonlijk
Duetz studeert Technische Natuurkunde aan de TU Delft.
2016: Martine Grael / Kahena Kunze ·
2020: Martine Grael / Kahena Kunze ·
2024: Odile van Aanholt / Annette Duetz